# Chiemgau Arena
Chiemgau Arena – kompleks skoczni narciarskich położona w niemieckim Ruhpolding, u podnóża góry Zirm. Na kompleks składają się:
- Große Zirmbergschanze (K115)
- Toni Plenk-Schanze (K90)
- Zirmbergschanzen (K65, K40, K20)

Największa ze skoczni powstała w 1962, w kolejnych latach dobudowywano mniejsze obiekty. Ostatniej większej przebudowy dużego i normalnego obiektu dokonano w 1991. Rok później w Ruhpolding rozegrano zawody Pucharu Świata w skokach narciarskich, w których zwyciężył Szwajcar Stefan Zünd. Na skoczni dużej rozgrywano też konkursy Pucharu Świata w kombinacji norweskiej.